# فتح مصر (فلم)
فتح مصر فيلم تاريخي مصري تم إنتاجه عام 1948، من تأليف فؤاد الجزايرلي وجليل البنداري ومحمد صبيح وإخراج فؤاد الجزايرلي وبطولة يحيى شاهين ولولا صدقي.
يتناول الفيلم حقبة تاريخية كان فيها الشعب المصري يكابد شتى أنواع العذاب والإبادة على أيدي الرومان وعباد الأوثان، كما يعرض للخلاص الذي تم بتكاتف جيش المسلمين مع المسيحيين حيث انقشعت غمامة الرومان وما خلفوه من دمار.

## فريق العمل
إخراج: فؤاد الجزايرلي
تأليف:
- فؤاد الجزايرلي
- جليل البنداري
- محمد صبيح

إنتاج: أفلام النسر
طاقم العمل:
- يحيى شاهين
- لولا صدقي
- أحمد البيه
- منسي فهمي
- أحمد علام
- وداد حمدي
- رفيعة الشال

## روابط خارجية
- مقالات تستعمل روابط فنية بلا صلة مع ويكي بيانات